# I Take This Woman
 I Take This Woman és una pel·lícula americana dirigida per W.S. Van Dyke el 1940 i produïda per la Metro-Goldwyn-Mayer, protagonitzada per Spencer Tracy i Hedy Lamarr. Basada en la història curta "A New York Cinderella" de Charles MacArthur, la pel·lícula tracta d'una dona jove que va intentar suïcidar-se com a reacció a una aventura amorosa fracassada. El doctor que es casa amb ella intenta aconseguir que l'estimi abandonant els seus serveis de clínica als pobres per convertir-se en un metge de rics i així poder pagar el seu car estil de vida

## Argument
Georgi ha intentant suïcidar-se per amor. Ara que el Dr. Decker s'ha casat amb ella, intentarà per tots els mitjans que s'enamori d'ell. Per oferir-li tot el que ella necessita, abandona la seva clínica al servei dels pobres, per a dedicar-se als rics.

## Repartiment
- Spencer Tracy: Dr. Karl Decker
- Hedy Lamarr: Georgi Gragore Decker
- Verree Teasdale: Madame 'Cesca' Marcesca
- Kent Taylor: Phil Mayberry
- Laraine Day: Linda Rodgers
- Mona Barrie: Sandra Mayberry
- Jack Carson: Joe
- Paul Cavanagh: Bill Rodgers
- Louis Calhern: Dr. Martin Sumner Duveen
- Frances Drake: Lola Estermont
- Marjorie Main: Gertie
- George E. Stone: Sid le Taxi
- Willie Best: Sambo, el guardià de la clínica
- Don Castle: Dr. Ted Fenton
- Dalies Frantz: Dr. Joe Barnes